# Disarmo nucleare
Con disarmo nucleare si intende il problema dell'uscita del mondo dall'era delle armi atomiche. Data la gravità dei danni causati dall'uso di armi atomiche nei conflitti mondiali, il problema del disarmo si è posto sotto una nuova luce. Se la fine della guerra fredda con la caduta dell'Unione Sovietica poteva dare motivo di bandire le armi atomiche, oggi la questione del disarmo è ancora molto attuale data la facilità di ottenimento di armi atomiche derivata dal fatto che le tecnologie nucleari sono alla portata di un numero sempre crescente di paesi.
Il problema principale della gestione e del controllo delle armi nucleari da parte di organismi internazionali è che se da un lato è auspicabile la messa al bando delle armi nucleari, non si può pensare in tempi brevi alla sostituzione di quella grande percentuale di energia elettrica prodotta con centrali nucleari: se da un lato può essere giusto impedire a uno stato di armarsi con armi nucleari, può essere discutibile la scelta di privare lo stato stesso del diritto di soddisfare il proprio fabbisogno di energia.

## I negoziati durante la guerra fredda
I negoziati per il disarmo nucleare hanno vissuto diverse fasi ed i contrasti maggiori sono sempre sorti sui controlli.
Tra il 1945 ed il 1955, subito dopo la Seconda guerra mondiale, l'URSS si rifiutò di prendere in considerazione qualsiasi proposta relativa al disarmo nucleare. Il caso più clamoroso fu la risposta con cui nel 1948 l'allora delegato sovietico all'ONU, Andrej Vyšinskij, respinse la proposta americana di trasferire la proprietà ed il controllo sull'energia atomica (sia per usi civili che militari) all'ONU. A questo modo Vyšinskij ebbe a dire: "ho ascoltato le proposte americane e ne ho riso tutta la notte!" Da considerare che in quegli anni gli Stati Uniti avevano il monopolio della bomba atomica.
Il triennio 1955-1957 è contrassegnato dallo sforzo occidentale di arrivare a risultati concreti e dall'altro da apparenti sintomi di flessibilità sovietica, poi smentiti dai fatti. A Ginevra, nel 1955, si giunse all'accordo di applicare contemporaneamente due piani di controlli: quello aereo proposto da Dwight D. Eisenhower e quello di posti di controllo terrestre proposti da Mosca. Anche questo accordo venne reso impraticabile da Molotov nell'ottobre del 1955. I negoziati si trascinarono a Londra fino al 1957: il 27 agosto il delegato sovietico Valerian Zorin respinse ogni proposta ed abbandonò i negoziati.
Durante gli anni sessanta crebbe la sensibilità popolare contro le armi nucleari, specialmente per ciò che riguardava i test nucleari in atmosfera e il fallout radioattivo; a questo proposito, nel 1960 uscì Fallout, la cui edizione italiana, del 1961, era stata promossa da Rodolfo Margaria, presidente del Comitato Italiano per il Disarmo Atomico. Nel 1963 venne firmato il Partial Test Ban Treaty, che proibiva test nucleari in atmosfera. Nel 1968 venne firmato il Trattato di non proliferazione nucleare, mentre nel 1972 venne siglato il Trattato anti missili balistici. Alla fine degli anni ottanta vennero siglati gli accordi START. Nell'Unione Sovietica, le voci contro le armi nucleari erano poche ed isolate, dal momento che il rivolgersi al "pubblico" non era un fattore politico rilevante. Alcuni cittadini che erano abbastanza importanti da permettersi di criticare il governo sovietico liberamente, tra cui Andrej Sacharov, si pronunciarono contro le armi nucleari ma con scarsi risultati. Dopo lo smantellamento dell'Unione Sovietica un certo numero di paesi del Patto di Varsavia si ritrovarono in possesso di armi nucleari. Ucraina, Bielorussia e Kazakistan vi rinunciarono a causa di costi di gestione troppo elevati.